# 24219 Chrisodom
24219 Chrisodom è un asteroide della fascia principale. Scoperto nel 1999, presenta un'orbita caratterizzata da un semiasse maggiore pari a 2,2070983 UA e da un'eccentricità di 0,1754445, inclinata di 1,87299° rispetto all'eclittica.